# تلمبه الله‌آباد بالا
تلمبه الله‌آباد بالا یک منطقهٔ مسکونی در ایران است که در دهستان نگار واقع شده‌است.